# Ordine di battaglia alla Battaglia di Trafalgar
Questa è una lista delle navi partecipanti alla Battaglia di Trafalgar il giorno 21 ottobre 1805 con i numeri dei morti e dei feriti per ogni nave; Gli ufficiali marchiati con il segno '†', morirono nell'azione o per ferite a seguito dello scontro.

## Flotta Inglese
La tabella seguente mostra lo schieramento dei vascelli inglesi durante la battaglia: l'HMS Africa attaccò la testa della linea alleata (verso nord), mentre il resto delle navi di linea fu diviso in due colonne.
La prima di queste colonne, posizionata a Nord, rimase sotto il comando dell'ammiraglio Nelson, la seconda agì come fianco meridionale.
Durante la battaglia, le fregate e i vascelli minori agirono come navi da supporto ma non parteciparono allo scontro.
| Nave                                            | Tipo                                            | N° cannoni                                      | Flotta                                          | Co- struzione                                   | Comandato da                                                                    | Equipaggio                                      | Perdite                                         | Perdite                                         | Perdite                                         | Perdite                                         |
| Nave                                            | Tipo                                            | N° cannoni                                      | Flotta                                          | Co- struzione                                   | Comandato da                                                                    | Equipaggio                                      | Morti                                           | Feriti                                          | Totale                                          | %                                               |
| Attacco alla testa della flotta franco-spagnola | Attacco alla testa della flotta franco-spagnola | Attacco alla testa della flotta franco-spagnola | Attacco alla testa della flotta franco-spagnola | Attacco alla testa della flotta franco-spagnola | Attacco alla testa della flotta franco-spagnola                                 | Attacco alla testa della flotta franco-spagnola | Attacco alla testa della flotta franco-spagnola | Attacco alla testa della flotta franco-spagnola | Attacco alla testa della flotta franco-spagnola | Attacco alla testa della flotta franco-spagnola |
| ----------------------------------------------- | ----------------------------------------------- | ----------------------------------------------- | ----------------------------------------------- | ----------------------------------------------- | ------------------------------------------------------------------------------- | ----------------------------------------------- | ----------------------------------------------- | ----------------------------------------------- | ----------------------------------------------- | ----------------------------------------------- |
| Africa                                          | 2-ponti                                         | 64                                              | Royal Navy Ensign                               | Regno Unito (bandiera)                          | Capt Henry Digby                                                                | 498                                             | 8                                               | 44                                              | 52                                              | 10%                                             |
| Colonna Settentrionale                          |                                                 |                                                 |                                                 |                                                 |                                                                                 |                                                 |                                                 |                                                 |                                                 |                                                 |
| Victory                                         | 3-ponti                                         | 100                                             | Royal Navy Ensign                               | Regno Unito (bandiera)                          | Vice Ammiraglio Horatio Nelson, I Visconte Nelson † Capt Thomas Masterman Hardy | 821 nominalmente 850                            | 57                                              | 102                                             | 159                                             | 19%                                             |
| Téméraire                                       | 3-ponti                                         | 98                                              | Royal Navy Ensign                               | Regno Unito (bandiera)                          | Capt Eliab Harvey                                                               | 718 nominalmente 750                            | 47                                              | 76                                              | 123                                             | 17%                                             |
| Neptune                                         | 3-ponti                                         | 98                                              | Royal Navy Ensign                               | Regno Unito (bandiera)                          | Capt Thomas Francis Fremantle                                                   | 741                                             | 10                                              | 34                                              | 44                                              | 6%                                              |
| Leviathan                                       | 2-ponti                                         | 74                                              | Royal Navy Ensign                               | Regno Unito (bandiera)                          | Capt Henry William Bayntun                                                      | 623                                             | 4                                               | 22                                              | 26                                              | 4%                                              |
| Conqueror                                       | 2-ponti                                         | 74                                              | Royal Navy Ensign                               | Regno Unito (bandiera)                          | Capt Israel Pellew                                                              | 573                                             | 3                                               | 9                                               | 12                                              | 2%                                              |
| Britannia                                       | 3-ponti                                         | 100                                             | Royal Navy Ensign                               | Regno Unito (bandiera)                          | Contrammiraglio conte di Northesk Capt Charles Bullen                           | 788                                             | 10                                              | 42                                              | 52                                              | 7%                                              |
| Agamemnon                                       | 2-ponti                                         | 64                                              | Royal Navy Ensign                               | Regno Unito (bandiera)                          | Capt Sir Edward Berry                                                           | 490                                             | 2                                               | 8                                               | 10                                              | 2%                                              |
| Ajax                                            | 2-ponti                                         | 74                                              | Royal Navy Ensign                               | Regno Unito (bandiera)                          | Luogotenente John Pilford (facente funzioni del capitano)                       | 702                                             | 2                                               | 10                                              | 12                                              | 2%                                              |
| Orion                                           | 2-ponti                                         | 74                                              | Royal Navy Ensign                               | Regno Unito (bandiera)                          | Capt Edward Codrington                                                          | 541                                             | 1                                               | 23                                              | 24                                              | 4%                                              |
| Minotaur                                        | 2-ponti                                         | 74                                              | Royal Navy Ensign                               | Regno Unito (bandiera)                          | Capt Charles John Moore Mansfield                                               | 615                                             | 3                                               | 22                                              | 25                                              | 4%                                              |
| Spartiate                                       | 2-ponti                                         | 74                                              | Royal Navy Ensign                               | Francia (bandiera)                              | Capt Sir Francis Laforey                                                        | 620                                             | 3                                               | 22                                              | 25                                              | 4%                                              |
| Colonna Meridionale                             |                                                 |                                                 |                                                 |                                                 |                                                                                 |                                                 |                                                 |                                                 |                                                 |                                                 |
| Royal Sovereign                                 | 3-ponti                                         | 100                                             | Royal Navy Ensign                               | Regno Unito (bandiera)                          | Vice Ammiraglio Cuthbert Collingwood Capt Edward Rotheram                       | 826                                             | 47                                              | 94                                              | 141                                             | 17%                                             |
| Belleisle                                       | 2-ponti                                         | 74                                              | Royal Navy Ensign                               | Francia (bandiera)                              | Capt William Hargood                                                            | 728                                             | 33                                              | 94                                              | 127                                             | 17%                                             |
| Mars                                            | 2-ponti                                         | 74                                              | Royal Navy Ensign                               | Regno Unito (bandiera)                          | Capt George Duff † Lieut William Hennah                                         | 615                                             | 27                                              | 71                                              | 98                                              | 16%                                             |
| Tonnant                                         | 2-ponti                                         | 80                                              | Royal Navy Ensign                               | Francia (bandiera)                              | Capt Charles Tyler                                                              | 688                                             | 26                                              | 50                                              | 76                                              | 11%                                             |
| Bellerophon                                     | 2-ponti                                         | 74                                              | Royal Navy Ensign                               | Regno Unito (bandiera)                          | Capt John Cooke † Lieut William Pryce Cumby                                     | 522                                             | 28                                              | 127                                             | 155                                             | 30%                                             |
| Colossus                                        | 2-ponti                                         | 74                                              | Royal Navy Ensign                               | Regno Unito (bandiera)                          | Capt James Nicoll Morris                                                        | 571                                             | 40                                              | 160                                             | 200                                             | 35%                                             |
| Achille                                         | 2-ponti                                         | 74                                              | Royal Navy Ensign                               | Regno Unito (bandiera)                          | Capt Richard King                                                               | 619                                             | 13                                              | 59                                              | 72                                              | 12%                                             |
| Revenge                                         | 2-ponti                                         | 74                                              | Royal Navy Ensign                               | Regno Unito (bandiera)                          | Capt Robert Moorsom                                                             | 598                                             | 28                                              | 51                                              | 79                                              | 13%                                             |
| Polyphemus                                      | 2-ponti                                         | 64                                              | Royal Navy Ensign                               | Regno Unito (bandiera)                          | Capt Robert Redmill                                                             | 484                                             | 2                                               | 4                                               | 6                                               | 1%                                              |
| Swiftsure                                       | 2-ponti                                         | 74                                              | Royal Navy Ensign                               | Regno Unito (bandiera)                          | Capt William Gordon Rutherfurd                                                  | 570                                             | 9                                               | 8                                               | 17                                              | 3%                                              |
| Dreadnought                                     | 3-ponti                                         | 98                                              | Royal Navy Ensign                               | Regno Unito (bandiera)                          | Capt John Conn                                                                  | 725                                             | 7                                               | 26                                              | 33                                              | 5%                                              |
| Defiance                                        | 2-ponti                                         | 74                                              | Royal Navy Ensign                               | Regno Unito (bandiera)                          | Capt Philip Charles Durham                                                      | 577                                             | 17                                              | 53                                              | 70                                              | 12%                                             |
| Thunderer                                       | 2-ponti                                         | 74                                              | Royal Navy Ensign                               | Regno Unito (bandiera)                          | Lieut John Stockham (facente funzioni di capitano)                              | 611                                             | 4                                               | 12                                              | 16                                              | 3%                                              |
| Defence                                         | 2-ponti                                         | 74                                              | Royal Navy Ensign                               | Regno Unito (bandiera)                          | Capt George Hope                                                                | 599                                             | 7                                               | 29                                              | 36                                              | 6%                                              |
| Prince                                          | 3-ponti                                         | 98                                              | Royal Navy Ensign                               | Regno Unito (bandiera)                          | Capt Richard Grindall                                                           | 735                                             | 0                                               | 0                                               | 0                                               | 0%                                              |
| Attaccata                                       |                                                 |                                                 |                                                 |                                                 |                                                                                 |                                                 |                                                 |                                                 |                                                 |                                                 |
| Euryalus                                        | Fregata                                         | 36                                              | Royal Navy Ensign                               | Regno Unito (bandiera)                          | Capt Hon Henry Blackwood                                                        | 262                                             | 0                                               | 0                                               | 0                                               | 0%                                              |
| Naiad                                           | Fregata                                         | 38                                              | Royal Navy Ensign                               | Regno Unito (bandiera)                          | Capt Thomas Dundas                                                              | 333                                             | 0                                               | 0                                               | 0                                               | 0%                                              |
| Phoebe                                          | Fregata                                         | 36                                              | Royal Navy Ensign                               | Regno Unito (bandiera)                          | Capt Hon Thomas Bladen Capel                                                    | 256                                             | 0                                               | 0                                               | 0                                               | 0%                                              |
| Sirius                                          | Fregata                                         | 36                                              | Royal Navy Ensign                               | Regno Unito (bandiera)                          | Capt William Prowse                                                             | 273                                             | 0                                               | 0                                               | 0                                               | 0%                                              |
| Pickle                                          | Schooner                                        | 8                                               | Royal Navy Ensign                               | Regno Unito (bandiera)                          | Lieut John Richards La Penotière                                                | 42                                              | 0                                               | 0                                               | 0                                               | 0%                                              |
| Entreprenante                                   | Cutter                                          | 10                                              | Royal Navy Ensign                               | Francia (bandiera)                              | Lieut Robert Benjamin Young                                                     | 41                                              | 0                                               | 0                                               | 0                                               | 0%                                              |

## Flotta Franco Spagnola
La seguente lista mostra le navi della flotta franco-spagnola nell'ordine di navigazione dal nord verso sud.
| Nave                  | Tipo       | N°pezzi | Flotta             | Co- struzione          | Comandata da                                                                                       | Complementi          | Perdite | Perdite | Perdite | Perdite | Destino                                                                                             |
| Nave                  | Tipo       | N°pezzi | Flotta             | Co- struzione          | Comandata da                                                                                       | Complementi          | Morti   | Feriti  | Totale  | %       | Destino                                                                                             |
| --------------------- | ---------- | ------- | ------------------ | ---------------------- | -------------------------------------------------------------------------------------------------- | -------------------- | ------- | ------- | ------- | ------- | --------------------------------------------------------------------------------------------------- |
| Neptuno               | 2-ponti    | 80      | Spagna (bandiera)  | Spagna (bandiera)      | Capt Don H Cayetano Valdés y Flores                                                                | 800                  | 37      | 47      | 84      | 11%     | Catturata il 21 ottobre 1805, ripresa il 23 ottobre e affondata lo stesso giorno                    |
| Scipion               | 2-ponti    | 74      | Francia (bandiera) | Francia (bandiera)     | Capt Charles Berrenger                                                                             | 755                  | 17      | 22      | 39      | 5%      | Fuggita, catturata il 4 novembre 1805                                                               |
| Rayo                  | 3-ponti    | 100     | Spagna (bandiera)  | Cuba (bandiera)        | Capt Don Enrique MacDonnell                                                                        | 830                  | 4       | 14      | 18      | 2%      | Fuggita e arresa all'HMS Donegal il 23 ottobre 1805, affondata il 26 ottobre                        |
| Formidable            | 2-ponti    | 80      | Francia (bandiera) | Francia (bandiera)     | Contrammiraglio Pierre-Etienne-René-Marie Dumanoir Le Pelley Capt Jean-Marie Letellier             | 840                  | 22      | 45      | 67      | 8%      | Fuggita, catturata il 4 novembre 1805                                                               |
| Duguay Trouin         | 2-ponti    | 74      | Francia (bandiera) | Francia (bandiera)     | Capt Claude Touffet                                                                                | 755                  | 20      | 24      | 44      | 6%      | Catturata il 4 novembre 1805                                                                        |
| Mont Blanc            | 2-ponti    | 74      | Francia (bandiera) | Francia (bandiera)     | Capt Guillaume-Jean-Noël de Lavillegris                                                            | 755                  | 20      | 20      | 40      | 5%      | Fuggita, catturata il 4 novembre 1805                                                               |
| San Francisco de Asis | 2-ponti    | 74      | Spagna (bandiera)  | Spagna (bandiera)      | Capt Don Luis de Florès                                                                            | 657                  | 5       | 12      | 17      | 3%      | Affondata il 23 ottobre 1805                                                                        |
| San Agustin           | 2-ponti    | 74      | Spagna (bandiera)  | Spagna (bandiera)      | Capt Don Felipe Jado Cagigal                                                                       | 711                  | 181     | 201     | 382     | 54%     | Catturata il 21 ottobre 1805, abbandonata e bruciata il 28 ottobre                                  |
| Héros                 | 2-ponti    | 74      | Francia (bandiera) | Francia (bandiera)     | Capt Jean-Baptiste-Joseph-René Poulain                                                             | 690                  | 12      | 24      | 36      | 5%      | Fuggita                                                                                             |
| Santísima Trinidad    | 4-decker   | 136     | Spagna (bandiera)  | Cuba (bandiera)        | Contrammiraglio Báltasar Hidalgo de Cisneros Capt Francisco Javier de Uriarte y Borja              | 1048                 | 216     | 116     | 332     | 32%     | Catturata il 21 ottobre 1805, affondata il 23 ottobre 1805                                          |
| Bucentaure            | 2-ponti    | 80      | Francia (bandiera) | Francia (bandiera)     | Vice ammiraglio Pierre-Charles Villeneuve Capt Jean-Jacques Magendie                               | 888                  | 197     | 85      | 282     | 32%     | Catturata il 21 ottobre 1805, ripresa il 23 ottobre e affondata lo stesso giorno                    |
| Neptune               | 2-ponti    | 80      | Francia (bandiera) | Francia (bandiera)     | Commodoro Esprit-Tranquille Maistral                                                               | 888                  | 15      | 39      | 54      | 6%      | Fuggita                                                                                             |
| Redoutable            | 2-ponti    | 74      | Francia (bandiera) | Francia (bandiera)     | Capt Jean Jacques Etienne Lucas                                                                    | 643 550-600 nominale | 300     | 222     | 522     | 81%     | Catturata il 21 ottobre 1805, affondata il 23 ottobre                                               |
| San Leandro           | 2-ponti    | 64      | Spagna (bandiera)  | Spagna (bandiera)      | Capt Don José Quevedo                                                                              | 606                  | 8       | 22      | 30      | 5%      | Fuggita                                                                                             |
| San Justo             | 2-ponti    | 74      | Spagna (bandiera)  | Spagna (bandiera)      | Capt Don Francisco Javier Garstón                                                                  | 694                  | 0       | 7       | 7       | 1%      | Fuggita                                                                                             |
| Santa Ana             | 3-ponti    | 112     | Spagna (bandiera)  | Spagna (bandiera)      | Vice-Ammiraglio Vice-Admiral Ignacio María de Álava y Navarrete Capt Don José de Gardoqui          | 1189 1053 nominal    | 95      | 137     | 232     | 20%     | Catturata il 21 ottobre 1805, ripresa il 23 ottobre                                                 |
| Indomptable           | 2-ponti    | 80      | Francia (bandiera) | Francia (bandiera)     | Capt Jean Joseph Hubert †                                                                          | 887                  | 20      | 30      | 50      | 1%      | Fuggita, affondata nella tempesta il 24 ottobre 1805                                                |
| Fougueux              | 2-ponti    | 74      | Francia (bandiera) | Francia (bandiera)     | Capt Louis Alexis Baudoin †                                                                        | 755                  | 60      | 75      | 135     | 18%     | Catturata il 21 ottobre 1805, affondata 22 ottobre                                                  |
| Intrépide             | 2-ponti    | 74      | Francia (bandiera) | Spagna (bandiera)      | Capt Louis-Antoine-Cyprien Infernet                                                                | 745                  | 80      | 162     | 242     | 32%     | Catturata il 21 ottobre 1805, auto affondata dopo l'evacuazione da parte della ciurma il 24 ottobre |
| Monarca               | 2-ponti    | 74      | Spagna (bandiera)  | Spagna (bandiera)      | Capt Don Teodoro de Argumosa                                                                       | 667                  | 101     | 154     | 255     | 38%     | Catturata il 21 ottobre 1805, bruciata il 26 ottobre                                                |
| Pluton                | 2-ponti    | 74      | Francia (bandiera) | Francia (bandiera)     | Commodoro Julien-Marie Cosmao-Kerjulien                                                            | 755                  | 60      | 132     | 192     | 25%     | Fuggita                                                                                             |
| Bahama                | 2-ponti    | 74      | Spagna (bandiera)  | Spagna (bandiera)      | Commodoro Dionisio Alcalá Galiano †                                                                | 690                  | 75      | 66      | 141     | 20%     | Catturata il 21 ottobre 1805                                                                        |
| Aigle                 | 2-ponti    | 74      | Francia (bandiera) | Francia (bandiera)     | Capt Pierre Paulin Gourrège †                                                                      | 755                  | 70      | 100     | 170     | 22%     | Catturata il 21 ottobre 1805, affondata il 23 ottobre                                               |
| Montañés              | 2-ponti    | 74      | Spagna (bandiera)  | Spagna (bandiera)      | Capt Francisco Alcedo y Bustamante                                                                 | 715                  | 20      | 29      | 49      | 7%      | Fuggita                                                                                             |
| Algésiras             | 2-ponti    | 74      | Francia (bandiera) | Francia (bandiera)     | Contrammiraglio Charles-René Magon de Médine † Capt Laurent Tourneur                               | 755                  | 77      | 142     | 219     | 29%     | Catturata il 21 ottobre 1805, ripresa il 23 ottobre                                                 |
| Argonauta             | 2-ponti    | 80      | Spagna (bandiera)  | Spagna (bandiera)      | Capt Don Antonio Pareja †                                                                          | 798                  | 100     | 203     | 303     | 38%     | Catturata e affondata il 21 ottobre 1805                                                            |
| Swiftsure             | 2-ponti    | 74      | Francia (bandiera) | Regno Unito (bandiera) | Capt Charles-Eusèbe Lhospitalier de la Villemadrin                                                 | 755                  | 68      | 123     | 191     | 25%     | Catturata il 21 ottobre 1805                                                                        |
| Argonaute             | 2-ponti    | 74      | Francia (bandiera) | Francia (bandiera)     | Capt Jacques Épron-Desjardins                                                                      | 755                  | 55      | 132     | 187     | 25%     | Fuggita                                                                                             |
| San Ildefonso         | 2-ponti    | 74      | Spagna (bandiera)  | Spagna (bandiera)      | Capt Don Jose Ramón de Vargas y Varáez                                                             | 716                  | 34      | 148     | 182     | 25%     | Catturata il 21 ottobre 1805                                                                        |
| Achille               | 2-ponti    | 74      | Francia (bandiera) | Francia (bandiera)     | Capt Louis Gabriel Deniéport †                                                                     | 755                  | 480     | ?       | 480     | 64%     | Arresa e affondata il 21 ottobre 1805                                                               |
| Príncipe de Asturias  | 3-ponti    | 112     | Spagna (bandiera)  | Spagna (bandiera)      | Ammiraglio Federico Carlo Gravina † Contrammiraglio Don Antonio de Escaño Commodoro Rafael de Hore | 1113                 | 54      | 109     | 163     | 15%     | Fuggita                                                                                             |
| Berwick               | 2-ponti    | 74      | Francia (bandiera) | Regno Unito (bandiera) | Capt Jean-Gilles Filhol de Camas †                                                                 | 755                  | 75      | 125     | 200     | 26%     | Catturata il 21 ottobre 1805, affondata il 22 ottobre                                               |
| San Juan Nepomuceno   | 2-ponti    | 74      | Spagna (bandiera)  | Spagna (bandiera)      | Commodoro Don Cosmé Damián Churruca y Elorza †                                                     | 693                  | 103     | 151     | 254     | 37%     | Catturata il 21 ottobre 1805                                                                        |
| Attached              |            |         |                    |                        | |                      |         |         |         |         | |
| Cornélie              | fregata    | 40      | Francia (bandiera) | Francia (bandiera)     | Capt André-Jules-François de Martineng                                                             | ?                    | 0       | 0       | 0       | 0%      | Fuggita                                                                                             |
| Hermione              | fregata    | 40      | Francia (bandiera) | Francia (bandiera)     | Capt Jean-Michel Mahé                                                                              | ?                    | 0       | 0       | 0       | 0%      | Fuggita                                                                                             |
| Hortense              | fregata    | 40      | Francia (bandiera) | Francia (bandiera)     | Capt Louis-Charles-Auguste Delamarre de Lamellerie                                                 | ?                    | 0       | 0       | 0       | 0%      | Fuggita                                                                                             |
| Rhin                  | fregata    | 40      | Francia (bandiera) | Francia (bandiera)     | Capt Michel Chesneau                                                                               | ?                    | 0       | 0       | 0       | 0%      | Fuggita                                                                                             |
| Thémis                | fregata    | 40      | Francia (bandiera) | Francia (bandiera)     | Capt Nicolas-Joseph-Pierre Jugan                                                                   | ?                    | 0       | 0       | 0       | 0%      | Fuggita                                                                                             |
| Furet                 | brigantino | 18      | Francia (bandiera) | Francia (bandiera)     | Lieut Dumay                                                                                        | 130                  | 0       | 0       | 0       | 0%      | Fuggita                                                                                             |
| Argus                 | brigantino | 16      | Francia (bandiera) | Francia (bandiera)     | Lieut Tailliard                                                                                    | 110                  | 0       | 0       | 0       | 0%      | Fuggita                                                                                             |